# Danh sách giải thưởng và đề cử dành cho Nightwish
Nightwish là một ban nhạc symphonic metal đến từ Kitee, Phần Lan, được thành lập năm 1996 bởi songwriter kiêm keyboard Tuomas Holopainen, guitarist Emppu Vuorinen, và cựu ca sĩ chính Tarja Turunen. Nightwish là ban nhạc thành công nhất của Phần Lan với hơn 7 triệu album được bán ra trên toàn thế giới, 1 chứng nhận bạc, 11 chứng nhận vàng và 30 chứng nhận bạch kim.
Mặc dù Nightwish là một trong những ban nhạc lớn của Phần Lan ngay từ khi ra mắt single đầu tiên, "The Carpenter" (1997) và album đầu tay Angels Fall First, tuy nhiên danh tiếng toàn cầu chỉ đến với ban nhạc khi phát hành album Oceanborn, Wishmaster và Century Child, lần lượt vào các năm 1998, 2000 và 2002. Album năm 2004, Once, bán được hơn 1 triệu bản đã mang Nightwish đến toàn nước Mỹ. Hit lớn nhất của họ tại Mỹ, "Wish I Had an Angel" (2004), được chọn làm soundtrack cho ba phim Mỹ để quảng bá cho tour diễn toàn Bắc Mỹ. Ban nhạc tung ra thêm ba đĩa đơn và hai video cho Once, cùng với một bản thu âm lại của "Sleeping Sun" cho album tổng hợp "best of", Highest Hopes (2005), trước khi Turunen chia tay ban nhạc vào tháng 10 năm 2005.
Tháng 5 năm 2007, cựu ca sĩ chính Alyson Avenue, Anette Olzon, được tiết lộ là sẽ thay thế vị trí của Tarja Turunen và vào mùa thu cùng năm, ban nhạc trình làng album thứ sáu, Dark Passion Play, và bán được hơn 2 triệu bản. Đĩa đơn chủ lực của album, "Amaranth", trở thành một trong những đĩa đơn thành công nhất của Nightwish tại châu Âu. Chuyến lưu diễn quảng bá cho album - một trong những chuyến lưu diễn lớn nhất của ban nhạc - được khởi động từ tháng 10 năm 2007 và kết thúc vào tháng 9 năm 2009. Một E.P/live album mang tên, Made in Hong Kong (And in Various Other Places), phát hành tháng 3 năm 2009 dưới dạng Mini CD/DVD, và album phòng thu thứ bảy của họ, Imaginaerum, được phát hành trên toàn thế giới vào những ngày khác nhau vào cuối năm 2011/đầu năm 2012.
Vào ngày 1 tháng 10 năm 2012, Nightwish thông báo rằng họ đã chia tay với Olzon và sẽ hoàn thành tour diễn hiện tại với ca sĩ Floor Jansen, thành viên của ReVamp và là cựu thành viên của After Forever. Tháng 10 năm 2013, Nightwish thông báo Floor Jansen và Troy Donockley chính thức là thành viên lâu dài của ban nhạc.
Nightwish đã nhận được mười một giải Emma-gaala Awards, từ mười ba đề cử, và một giải Echo Awards từ hai đề cử. Nightwish cũng đã nhận được 2 đề cử từ Metal Hammer Golden God Awards nhưng chưa từng giành giải; Nightwish đã giành được giải thưởng từ MTV Europe Music Awards và từ World Music Awards, và cũng đã được đề cử trong MTV Video Music Awards năm 2004.

## Giải thưởng của Phần Lan

### Emma-gaala Awards
Emma-gaala là một gala âm nhạc của Phần Lan được tổ chức thường niên bởi IFPI Finland (ÄKT), được trao cho những nghệ sĩ và chuyên gia âm nhạc xuất sắc nhất. Nó bắt đầu được tổ chức từ năm 1983, ngoại trừ các năm 1988–1990.
Nightwish được đề cử vào các năm 2003, 2005 và 2008:
| Năm  | Đề cử / Tác phẩm  | Giải thưởng                         | Kết quả   |
| ---- | ----------------- | ----------------------------------- | --------- |
| 2003 |                   | Nghệ sĩ Phần Lan xuất sắc nhất      | Đoạt giải |
|      |                   | Export-Emma                         | Đoạt giải |
|      | Century Child     | Album Hard Rock/Metal xuất sắc nhất | Đề cử     |
| 2005 |                   | Nghệ sĩ Phần Lan xuất sắc nhất      | Đoạt giải |
|      |                   | Export-Emma                         | Đoạt giải |
|      | Once              | Album Hard Rock/Metal xuất sắc nhất | Đoạt giải |
|      | Once              | Album Hard Rock/Metal xuất sắc nhất | Đoạt giải |
|      |                   | Ban nhạc của năm                    | Đoạt giải |
| 2008 | Dark Passion Play | Album Metal xuất sắc nhất           | Đoạt giải |
|      | Dark Passion Play | Album xuất sắc nhất                 | Đoạt giải |
|      | Dark Passion Play | Album bán chạy nhất                 | Đoạt giải |
|      |                   | Nghệ sĩ Phần Lan xuất sắc nhất      | Đoạt giải |
|      | "Amaranth"        | Ca khúc của năm                     | Đề cử     |
| 2013 | Imaginaerum       | Album xuất sắc nhất                 | Đoạt giải |
|      |                   | Ban nhạc của năm                    | Đoạt giải |

### The Mighty Metal Music Awards
"The Mighty Metal Music Awards" là một giải thưởng âm nhạc của dòng heavy metal của Phần Lan được tổ chức tại Helsinki.
Nightwish nhận được một giải thưởng này vào năm 1998:
| Năm  | Đề cử / Tác phẩm | Giải thưởng                  | Kết quả   |
| ---- | ---------------- | ---------------------------- | --------- |
| 1998 |                  | "Ban nhạc mới xuất sắc nhất" | Đoạt giải |

### Muuvi Awards
Muuvi Awards là một giải thưởng về video thường niên ở Helsinki.
Nightwish đã chiến thắng ở đây hai năm 2005 và 2009:
| Năm  | Đề cử / Tác phẩm | Giải thưởng                 | Kết quả   |
| ---- | ---------------- | --------------------------- | --------- |
| 2005 | "Sleeping Sun"   | Video âm nhạc xuất sắc nhất | Đoạt giải |
| 2009 | "The Islander"   | Video âm nhạc xuất sắc nhất | Đoạt giải |

## MTVAwards

### MTV Europe Music Awards
Giải MTV Europe Music Awards (EMA) được thành lập vào năm 1994 bởi MTV Networks Europe để tôn vinh những video âm nhạc nổi tiếng nhất tại châu Âu. Ban đầu được tổ chức như một phiên bản tương tự giải MTV Video Music Awards của Mỹ, MTV Europe Music Awards ngày nay là một buổi lễ tôn vinh nổi tiếng dành cho những sản phẩm mà khán giả của MTV thấy là xuất sắc nhất trong âm nhạc.
Không giống như VMAs, hầu hết các giải thưởng được bình chọn bởi khán giả.
| Năm  | Đề cử / Tác phẩm | Giải thưởng                                          | Kết quả   |
| ---- | ---------------- | ---------------------------------------------------- | --------- |
| 2008 |                  | Chuyển động xuất sắc nhất của nghệ sĩ người Phần Lan | Đoạt giải |

### MTV Video Music Awards
Giải MTV Video Music Awards, cũng được gọi là VMAs, được thành lập vào cuối mùa hè năm 1984 bởi MTV để tôn vinh những video âm nhạc hàng đầu của năm. Ban đầu được tổ chức như một phiên bản tương tự Giải Grammy, MTV Video Music Awards đã trở thành một chương trình về giải thưởng dành cho văn hóa đại chúng được tôn trọng theo đúng nghĩa của nó, và thường được gọi là "Super Bowl của thanh thiếu niên", một sự thừa nhận về khả năng thu hút của lễ trao giải tới hàng triệu thanh thiếu niên từ trẻ vị thành niên đến những thanh niên tuổi 20.
| Năm  | Đề cử / Tác phẩm | Giải thưởng   | Kết quả |
| ---- | ---------------- | ------------- | ------- |
| 2005 | "Nemo"           | Video của năm | Đề cử   |

## Các giải thưởng khác

### Kerrang!Giải
Kerrang!Giải là một lễ trao giải thường niên được tổ chức bởi Kerrang!, một tạp chí chuyên về rock. Nightwish từng được nhận một đề cử vào năm 2005.
| Năm  | Đề cử / Tác phẩm | Giải thưởng           | Kết quả |
| ---- | ---------------- | --------------------- | ------- |
| 2005 | "Nemo"           | Đĩa đơn xuất sắc nhất | Đề cử   |

### Metal Storm Awards
Metal Storm tổ chức một giải thưởng thường niên, nơi họ chọn ra những album của năm cho những dòng khác nhau của metal. 10 đề cử chính thức của mỗi dòng được quyết định bởi các quản trị viên, mỗi album nhận được một bản miêu tả tóm tắt và có thể có một đường dẫn tới một bài phê bình chính thức của Metal Storm. Trong việc bổ sung vào các đề cử chính thức, thành viên có cơ hội để đưa thêm những bình chọn "viết thêm" cho những ban nhạc không được đề cử chính thức.
| Năm  | Đề cử / Tác phẩm    | Giải thưởng                 | Kết quả   |
| ---- | ------------------- | --------------------------- | --------- |
| 2007 | "Dark Passion Play" | Album Metal xuất sắc nhất   | Đề cử     |
|      | "Amaranth"          | Video âm nhạc xuất sắc nhất | Đề cử     |
|      |                     | Bất ngờ của năm             | Đoạt giải |

### Gold Awards
Gold Awards là một giải thưởng của New Zealand, bắt đầu từ năm 1999:
| Năm  | Đề cử / Tác phẩm    | Giải thưởng   | Kết quả   |
| ---- | ------------------- | ------------- | --------- |
| 2008 | "Dark Passion Play" | Album của năm | Đoạt giải |

### World Music Awards
World Music Awards là một lễ trao giải quốc tế thành lập vào năm 1989 nhằm vinh danh mang tính chất thường niên những nghệ sĩ âm nhạc dựa trên doanh số bán hàng trên toàn thế giới được cung cấp bởi Liên đoàn Công nghiệp ghi âm quốc tế (IFPI).
| Năm  | Đề cử / Tác phẩm | Giải thưởng                                             | Kết quả   |
| ---- | ---------------- | ------------------------------------------------------- | --------- |
| 2008 |                  | Nghệ sĩ có doanh số bán chạy nhất - Bán đảo Scandinavia | Đoạt giải |

### Metal Hammer Golden God Awards
| Năm  | Đề cử / Tác phẩm | Giải thưởng                    | Kết quả |
| ---- | ---------------- | ------------------------------ | ------- |
| 2005 |                  | Ban nhạc quốc tế xuất sắc nhất | Đề cử   |
|      |                  | Ban nhạc mới xuất sắc nhất     | Đề cử   |

### Echo Awards
| Năm  | Đề cử / Tác phẩm | Giải thưởng                             | Kết quả   |
| ---- | ---------------- | --------------------------------------- | --------- |
| 2001 |                  | Ban nhạc mới xuất sắc nhất              | Đề cử     |
|      |                  | Ban nhạc Rock/Alternative xuất sắc nhất | Đoạt giải |